# Thailand International Series
Die Thailand International Series ist eine offene internationale Meisterschaft von Thailand im Badminton. Sie wurde erstmals im September 2023 ausgetragen und hat den BWF-Status einer International Series.

## Die Sieger
| Saison | Herreneinzel      | Dameneinzel          | Herrendoppel                         | Damendoppel                           | Mixed                                      |
| ------ | ----------------- | -------------------- | ------------------------------------ | ------------------------------------- | ------------------------------------------ |
| 2023   | Riki Takei        | Runa Kurihara        | Kazuki Shibata Naoki Yamada          | Kim Yu-jung Lee Yeon-woo              | Park Kyung-hoon Kim Yu-jung                |
| 2024   | Jeon Hyeok-jin    | Tidapron Kleebyeesun | Choi Sol-gyu Lim Su-min              | Tidapron Kleebyeesun Nattamon Laisuan | Phuwanat Horbanluekit Fungfa Korpthammakit |
| 2025   | Christian Adinata | Tidapron Kleebyeesun | Narut Saengkham Apichasit Teerawiwat | Mikoto Aiso Momoha Niimi              | Wee Yee Hern Chan Wen Tse                  |